# Kollagen-Typ 10α1
Kollagen Typ X, alpha 1 ist ein netzbildendes Kollagen, das vom Gen COL10A1 codiert wird. Es bildet Homotrimere, die wiederum Kollagenfibrillen vom Typ X formen.

## Eigenschaften
Kollagen Typ X, alpha 1 wird von hypertrophen Chondrozyten während der enchondralen Ossifikation produziert. und befindet sich in der Mineralisationszone des hyalinen Knorpels. COL10A1 beteiligt sich an den Stoffwechselwegen der Integrine und an der Modifikation von Enzymen.
Für das Auffinden von Darmkrebs kann COL10A1 als potenzieller, diagnostischer Biomarker verwendet werden, um Adenokarzinome zu sichten. DDR2 ist ein kollagener Rezeptor für COL10A1.
Mutationen im Gen COL10A1 können zur Metaphysären Chondrodysplasie Typ Schmid und zur Spondylometaphysären Dysplasie Typ Sutcliffe führen.